# Амерички богови
„Амерички богови” (енгл. American Gods) је четврти прозни роман Нила Гејмана, првобитно објављен 2001. године. Мешавина је американе, фантастике, као и разних врста старих и нових митологија, а све се врти око мистериозног и ћутљивог протагонисте Сенке.
Један од ликова у роману је и господин Нанси, који се јавља и у Гејмановом каснијем роману Анансијеви момци. Потоњи је заправо замишљен пре „Америчких богова“ и није у питању наставак, али би могли бити смештени у истом замишљеном свету. Мада се у оба романа појављује Ананси, бог-паук из афричких легенди што наговештава везу, карактеристично је за Гејмана да користи алузије како на радове других аутора тако и на механике и теме које је користио у сопственим књигама. Новела „Монарси Глена“ (Monarch of the Glen; из антологије „Легенде II“, касније скупљена у „Ломљивим стварима“, Fragile Things) наставља Сенкино путовање. Ова каснија антологија такође приказује и ликове господина Елиса и господина Смита, пара сумњивих ликова који се појављују и у Гејмановој краткој причи „Успомене и блага“ (Keepsakes and Treasures), што сугерише да је и ова прича део универзума Америчких богова.
28. фебруара 2008. године Гејман је у свом дневнику објавио да ће комплетан текст Америчких богова бити читав месец доступан на веб-сајту издавача. Роман је адаптиран у истоимену серију (2017).